# Heteromysis macrophthalma
Heteromysis macrophthalma är en kräftdjursart som beskrevs av Mihai Bacescu 1983. Heteromysis macrophthalma ingår i släktet Heteromysis och familjen Mysidae. Inga underarter finns listade i Catalogue of Life.